# Gabes Sinus
Il Gabes Sinus è una struttura geologica della superficie di Titano.